# Gare d'Ōta (Gunma)
La gare d'Ōta (太田駅, Ōta-eki) est une gare ferroviaire de la ville d'Ōta, dans la préfecture de Gunma au Japon. La gare est exploitée par la compagnie Tōbu.

## Situation ferroviaire
La gare est située au point kilométrique (PK) 94,7 de la ligne Tōbu Isesaki. Elle marque le début de la ligne Tōbu Kiryū et la fin de la branche de la ligne Tōbu Koizumi.

## Histoire
La gare d'Ōta a été inaugurée le 17 février 1909.

## Service des voyageurs

### Accueil
La gare dispose d'un bâtiment voyageurs, avec guichets, ouvert tous les jours.

### Desserte
- Ligne Tōbu Isesaki :
  - voies 1 à 4 : direction Tatebayashi, Tōbu-dōbutsu-kōen, Kita-Senju et Asakusa
  - voies 3 et 4 : direction Isesaki

- Ligne Tōbu Kiryū :
  - voies 3 et 6 : direction Akagi

- Ligne Tōbu Koizumi :
  - voie 5 : direction Higashi-Koizumi